# Internacional Juvenil Comunista
La Internacional Juvenil Comunista era la organización internacional de juventud paralela a la Internacional Comunista (Comintern). 

## Historia

### Organización de juventud internacional socialista antes de la Primera Guerra Mundial
Tras los esfuerzos fallidos de crear una asociación de las organizaciones de juventud socialista en 1889 y 1904, una conferencia en Stuttgart, Alemania acordó en mayo de 1907 formar la Unión Internacional de Organizaciones de Juventudes Socialistas (Internationale Verbindung Sozialistischer Jugendorganisationen, abreviado IVSJO). La IVSJO mantuvo su cuartel general en Viena y funcionó como la sección de juventudes de la Segunda Internacional.
En el momento de su fundación, el Secretario General del IVSJO fue Hendrik de Man. De Man fue sucedido por Robert Danneberg, quien tuvo el cargo desde 1908 a 1915. El primer presidente del IVSJO fue el antimilitarista radical alemán Karl Liebknecht. Liebknecht sirvió como inspiración y "estadista veterano"  para la juventud radical en toda Europa.
La llegada de la Primera Guerra Mundial trajo consigo el fin del trabajo del IVSJO. La organización fue fundada sobre la premisa de que su tarea era principalmente educacional, más que política, y que la participación de los jóvenes socialistas de todos los países y todas las tendencias políticas era necesaria para su continuada capacidad de funcionamiento. La llegada de la guerra europea y el apoyo de varios partidos socialistas nacionales europeos a sus gobiernos en el conflicto acabaron con la posibilidad de la cooperación internacional y la IVSJO cesó de existir efectivamente.
Sin embargo, el movimiento radical de juventud basado en la nación neutral de Suiza intentó unir a las diversas secciones nacionales del movimiento socialista sobre una nueva base. Bajo el liderazgo de Willi Münzenberg, se convocó una conferencia internacional de las diferentes secciones nacionales. El 4 de abril de 1915, nueve delegados de varios países neutrales se reunieron en Berna para intentar establecer un centro para revitalizar la organización IVSJO. Mientras que no se abordó la llamada de Lenin para la guerra civil revolucionaria para acabar con el baño de sangre en Europa, la conferencia habló del "socialismo revolucionario" y la recreación del movimiento socialista de juventud independiente de los partidos socialistas nacionales chovinistas. Como apunta el historiador Richard Cornell, "marcó un punto de crítica en la historia del movimiento socialista de juventud".
La conferencia de Berna decidió comenzar a publicar el Die Jugendinternationale ("La Juventud Internacional") y se creó una Oficina de Juventud Internacional. Se estableció su sede en Zúrich, con Willi Münzenberg elegido como Secretario Internacional de la reconstituida IVSJO.

### Formación de la Internacional Juvenil Comunista
Para 1918, todas las organizaciones socialistas de juventud de Europa -con la excepción de la alemana, la holandesa, y la francesa-, se habían afiliado a la reconstituida IVSJO. Aunque la organización era antimilitarista, había divisiones en cuanto a como acabar con la guerra. La facción centrista pacifista buscaba el establecimiento de un arbitraje vinculante y medidas para la activa limitación del armamento, mientras que la izquierda, inspirada por la revolución rusa, crecientemente proponían una revolución internacional como la única solución posible para evitar la guerra capitalista. Esta división era de algún modo paralela a la división que se daba en el movimiento "adulto" en la conferencia de Zimmerwald entre la mayoría pacifista y las facciones de izquierda revolucionaria.
La ruptura decisiva se dio en marzo de 1919 con el establecimiento de la Internacional Comunista en Moscú. Se empezaron a dar divisiones en los partidos socialistas de todo el mundo entre las tendencias socialistas orientadas al electorado y las tendencias comunistas orientadas a la revolución. Como afirma Richard Cornell, "los jóvenes socialistas estaban estancados en debates de partido. La neutralidad no era ya posible."
El 20 de noviembre de 1919, la IVSJO celebró su primera conferencia tras la guerra. En condiciones secretas en una cervecería de Berlín se reunieron delegados que representaban a muchos de las organizaciones de la juventud socialista de Europa, convocados por Willi Münzenberg. La conferencia decidió cambiar el nombre por "Internacional Juvenil Comunista", y fue por tanto conocido como el primer Congreso de la IJC. Había diecinueve delegados, que representaban a Rusia, Alemania, Italia, Suecia, Noruega, Dinamarca, Suiza, Austria, Polonia, Hungría, Rumanía y España, así como una facción opositora de Checoslovaquia.
El Primer Congreso estableció su sede en Berlín. Las decisiones de la organización se elaborarían mediante un Comité Ejecutivo de la Internacional Juvenil Comunista cinco miembros (CEIJC), y se adoptó un programa para la organización.

### La cuestión del control del partido
Quizás la materia más importante que se determinó en los primeros años de la Internacional Juvenil Comunista tuvo que ver con la relación del movimiento juvenil con los partidos comunistas emergentes de varios países. Este asunto había sido tenazmente debatido en la Conferencia de Berlín de 1919, con el delegado ruso, L. Shatskin, defendiendo que los movimientos de juventud debían estar bajo el control y la dirección inmediata de los partidos adultos. Esta posición era opuesta por otros delegados de la tradición socialista europea occidental, que veían un papel independiente de vanguardia para el movimiento juvenil comunista. Se alcanzó un compromiso en Berlín, en el que se acordó que la IJC no sería considerada una hermana de la Internacional Comunista, sno parte del Comintern. Las organizaciones de juventud nacionales eran obligadasa seguir tanto el programa político de "aquel partido o facción en su país que sea miembro de la Tercera Internacional" o el programa del Comintern mismo.
La IJC permaneció dividida entre los partidarios de una línea independiente, concentrados en Alemania y encabezados por Willi Münzenberg, y aquellos que deseaban seguir una dirección cercana a Rusia a través de la dirección del movimiento de juventud acatando al Comintern.
Sobre el pensamiento del grupo de Berlín, el historiados Richard Cornell escribió:
Münzenberg en ese momento expresó lo que claramente era el sentido subyacente de frustración de los activistas juveniles comunistas. Reconociendo que la necesidad de centralismo en el movimiento comunista era concentrar "el mayor poder de huelga", también suplicó que se sobrecentralizara el movimiento de tal forma que la "iniciativa revolucionaria" de los verdaderos comunistas estuviera atada y sofocada. Habiendo luchado tanto tiempo para escapar del control de la burocracia del Partido Socialdemócrata de Alemania, Münzenberg y los demás jóvenes comunistas alemanes no deseaban sustituirla por la nueva burocracia comunista.
La división entre los independientes y el grupo moscovita llegó a un culmen en 1921 al discutir sobre la convocatoria del 2º Congreso Mundial de la Internacional Juvenil Comunista. El contingente rusófilo de la ICJ quería un encuentro en Moscú en verano de 1921, a la vez que el ya programado 3er Congreso Mundial de la Internacional Comunista. El líder del Comintern Grigori Zinóviev había escrito una carta al CEIJC apoyando esta programación en noviembre de 1920. Finalmente, y a pesar de las objeciones del contingente ruso, el Comité Ejecutivo del ICJ decidió independientemente convocar el 2º Congreso Mundial para el 6 de abril en Jena. Los rusos se negaron a acudir a esta reunión, que tuvo que celebrarse en secreto, ya que era ilegal a ojos de la policía. Cuatro días después de la convocatoria, el lugar del encuentro secreto fue cambiado a Berlín, por consideraciones de seguridad. La sesión fue finalizada abruptamente por instrucciones del Comité Ejecutivo de la Internacional Comunista.
Se celebró el llamado "Segundo Congreso Verdadero" en Moscú entre el 9 y el 23 de junio, inmediatamente antes del Tercer Congreso Mundial del Comintern. El historiador E. H. Carr apunta:

"Esa resistencia y crítica es sugerida por el hecho de que Lenin intervino para reconciliar a las opiniones divergentes, y que Trotsky apareció en el Congreso para defender al Comintern contra la acusación de subordinar los intereses de la revolución mundial a los de la Unión Soviética. Las dificultades fueron superadas, trasladándose la sede de la ICJ a Moscú. Los siguientes congresos se celebraron en Moscú simultáneamente a los del Comintern. Una vez más, se había centralizado en la disciplina del Comintern el grado de independencia que era necesario para crear los movimientos de masas. Puede ser una coincidencia que Münzenberg fuera transferido de su cargo a otro trabajo después del congreso."
Por su parte, el tercer Congreso del Comintern dirigió la cuestión del movimiento juvenil comunista. La organización del IJC fue estandarizada a lo largo de la estructura del Comintern y las secciones de la IJC fueron obligadas a adoptar el nombre "Liga Juvenil Comunista" seguido de su denominación nacional.
Tras el 2º Congreso Mundial del IJC, Münzenberg fue sucedido por Voja Vujović como jefe de la organización.

### Disolución de la ICJ
En 1943 la IJC fue disuelta a la vez que el Comintern.

### Secciones nacionales de la Internacional Comunista de la Juventud
- Alemania - Liga de los Jóvenes Comunistas de Alemania
- Canadá - Liga Comunista de la Juventud de Canadá
- Colombia -  Juventud Comunista de Colombia (JUCO)
- Chile - Juventudes Comunistas de Chile
- China - Liga de la Juventud Comunista de China
- Cuba - Liga Juvenil Comunista
- Ecuador - Juventud Comunista del Ecuador (JCE)
- Estados Unidos - Liga Juvenil Comunista de los Estados Unidos
- Estonia - Liga Comunista de la Juventud de Estonia
- Finlandia - Liga Comunista de la Juventud de Finlandia
- Noruega - Liga Comunista de la Juventud de Noruega
- Perú - Juventud Comunista del Perú - Patria Roja (JotaCé)
- Reino Unido - Liga Comunista de la Juventud de Gran Bretaña
- Rumanía - Unión de la Juventud Comunista
- Suecia - Liga Comunista de la Joventud de Suecia
- Ucrania Occidental - Liga Comunista de la Juventud de Ucrania Occidental
- Unión Soviética - Unión Comunista de Juventud(Komsomol)
- Yugoslavia - Liga de la Juventud Comunista de Yugoslavia

### Organización sucesora
- Federación Mundial de la Juventud Democrática

- Portal:Marxismo. Contenido relacionado con Marxismo.